# Náutico Futebol Clube
Náutico Futebol Clube é um clube de futebol brasileiro da cidade de Boa Vista no estado de Roraima, fundado em 22 de dezembro de 1962.
Suas cores são branco e vermelho, tornando a equipe alvirrubra. Inicialmente pertencia à capital do estado, mas transferiu sua sede para o município de Caracaraí em 2012. Em 2016, o Náutico retornou à cidade de Boa Vista.
Com 14 participações desde a profissionalização do futebol em Roraima (só não competiu em 1995, 1996, 1997, 2007 e 2009), o Náutico obteve ótimas colocações em 2010, quando decidiu o título e perdeu para o Baré e em 2012, quando perdeu para o São Raimundo. Teve ainda um terceiro lugar em 2006 e a quarta colocação em 2001 e 2011. Em 2013 conquistou o título estadual, vencendo na final o São Raimundo.

## Série D
Por ter vencido o Torneio Seletivo de Roraima de Futebol de 2012, o Náutico obteve classificação para sua primeira competição nacional, a Série D de 2012. Porém o time roraimense ficou na última colocação no Grupo A1, que tinha Remo, Vilhena, Atlético-AC e Penarol-AM, obtendo apenas 6 pontos.
Em 2013, o Náutico voltou a disputar a Série D, dessa vez por ter sido campeão do 1º Turno do Campeonato Roraimense de 2013. A equipe alvirrubra ficou no Grupo A1 junto ao Nacional, Plácido de Castro, Paragominas e Genus. A equipe somou 1 ponto a mais do que no ano anterior, ficou na 4ª posição do grupo, à frente apenas do Genus, e não conseguiu a classificação para a próxima fase.
Após se ausentar em 2014, o Náutico voltou a participar da Série D em 2015, por ter sido Campeão Roraimense. O clube roraimense esteve no Grupo A1, que também continha Nacional, Remo, Rio Branco e Vilhena. A equipe obteve o seu melhor aproveitamento na competição, com 2 vitórias, 2 empates e 4 derrotas (terminando o campeonato invicto jogando em casa), porém o clube foi punido com a perda de 4 pontos logo após a partida de estreia, por ter escalado 17 jogadores irregulares. Com isso, o Alvirrubro se despediu da competição com apenas 4 pontos, a lanterna do grupo e a 38ª posição no geral. Mesmo se não tivesse perdido os pontos, o Náutico não se classificaria para a próxima fase, porém o clube ficaria com a 4ª posição do grupo e a 29ª no geral.
Em 2016, o Náutico conquistou um feito inédito ao se tornar o primeiro clube roraimense a passar de fase na Série D 2016, terminando na segunda posição num grupo composto por Rio Branco, Rondoniense e São Raimundo. Enfrentou o Atlético Acreano na fase seguinte, e foi goleado nos dois jogos por 5 a 1 na ida e 8 a 0 na volta, assim terminou a competição eliminado na segunda-fase ficando na 31º colocação geral.

## Títulos

### Estaduais
| Estaduais | Estaduais             | Estaduais | Estaduais        | Estaduais |
|           | Competição            | Títulos   | Temporadas       |           |
| --------- | --------------------- | --------- | ---------------- | --------- |
|           | Campeonato Roraimense | 2         | 2013 e 2015      |           |
|           | Taça Boa Vista        | 3         | 2013, 2015, 2021 |           |
|           | Taça Roraima          | 1         | 2012             |           |
|           | Torneio Início        | 1         | 1963             |           |
| TOTAL     |                       |           |                  |           |
|           | Títulos Oficiais      | 7         | 7 Estaduais      |           |

### Categorias de Base
- Campeonato Roraimense Sub-20: 2004.
- Taça Roraima : 1964.

## Desempenho em Competições

### Participações
|  | Participações em 2025 |

| Competição | Competição     | Temporadas | Melhor campanha            | Estreia | Última | P | R |
| Roraima    | Estadual       | 28         | Campeão (2013 e 2015)      | 1963    | 2025   |   | – |
|            | Copa Verde     | 3          | 15º colocado (2016)        | 2014    | 2022   |   |   |
|            | Copa Amazônia  | 3          | Sem dados                  | 1983    | 1990   |   |   |
| Brasil     | Série D        | 5          | 31º colocado (2012 e 2016) | 2012    | 2022   | – |   |
| Brasil     | Copa do Brasil | 2          | 1ª fase (2014)             | 2014    | 2016   |   |   |

### Campeonato Roraimense
| Ano  | 1967 | 1982 | 1983 | 1986 | 1989 | 1995 | 1996 | 1997 | 1998 | 1999 |
| ---- | ---- | ---- | ---- | ---- | ---- | ---- | ---- | ---- | ---- | ---- |
| Pos. | ?º   | 2º   | 2º   | 2º   | 2º   | —    | —    | —    | 6º   | 5º   |
| Ano  | 2000 | 2001 | 2002 | 2003 | 2004 | 2005 | 2006 | 2007 | 2008 | 2009 |
| Pos. | 5º   | 4º   | 5º   | 7º   | 5º   | 7º   | 3º   | —    | 4º   | —    |
| Ano  | 2010 | 2011 | 2012 | 2013 | 2014 | 2015 | 2016 | 2017 | 2018 | 2019 |
| Pos. | 2º   | 4º   | 2º   | 1º   | 2º   | 1º   | 3º   | 4º   | 5º   | 6º   |
| Ano  | 2020 | 2021 | 2022 | 2023 | 2024 | 2025 |      |      |      |      |
| Pos. | —    | 2º   | 2º   | 4°   | 5°   | 6°   |      |      |      |      |

### Torneio da Integração da Amazônia
| Ano  | 1983 | 1984 | 1990 |
| ---- | ---- | ---- | ---- |
| Pos. | 8º   | ?º   | ?º   |

### Campeonato Brasileiro - Série D
| Ano  | 2012 | 2013 | 2015 | 2016 | 2022 |
| ---- | ---- | ---- | ---- | ---- | ---- |
| Pos. | 31º  | 33º  | 38º  | 31º  | 64º  |

### Copa do Brasil
| Ano  | 2014 | 2016 |
| ---- | ---- | ---- |
| Pos. | 79º  | 80º  |

### Copa Verde
| Ano  | 2014 | 2016 | 2022 |
| ---- | ---- | ---- | ---- |
| Pos. | 16º  | 15º  | 17º  |